# Скалы Ласпи
Заповедное урочище «Скалы Ласпи» (укр. Заповідне урочище «Скелі Ласпі», крымскотат. «Laspi qayaları» qoruq ayırığı, «Ласпи къаялары» къорукъ айырыгъы) — расположенное на территории Балаклавского района Севастополя. Создано заповедное урочище в соответствии с решением Крымского областного исполнительного комитета Севастопольского городского совета от 20 мая 1980 года № 353. С 1969 году был присвоен статус памятники природы местного значения (ЗУМ 4-565). Севастопольское лесоохотничье хозяйство взяло на себя охранные обязательства 5 февраля 1998 года за № 5.

## Общие сведения
Землепользователем является Государственное предприятие «Севастопольское опытное лесоохотничье хозяйство». Заповедное урочище занимает все выделенные 12 кварталов Орлиновского лесничества.
Площадь заказника 18,4387 га, которая была переоформлена 15 февраля 2010 года за № 02/2010.
На территории Севастопольского городского совета размещено еще 4 заказника общегосударственного значения — «Байдарский», «Мыс Айя», «Казачья бухта», «Херсонес Таврический» и 7-местного значения — «Мыс Фиолент», «Ушакова балка», дача Максимова, возле мысов Лукулл, Фиолент, Сарыч, Херсонеса Таврического.
По мнению краеведов, в урочище в древности было много источников, через что здесь были болотистые почвы, что дало греческое название «ласпи — болото/грязь». После землетрясения 1790 большинство источников потеряло сообщение с подземными водами в карстовых полостях, через что урочище стало засушливым и его покинули жители.

## Описание

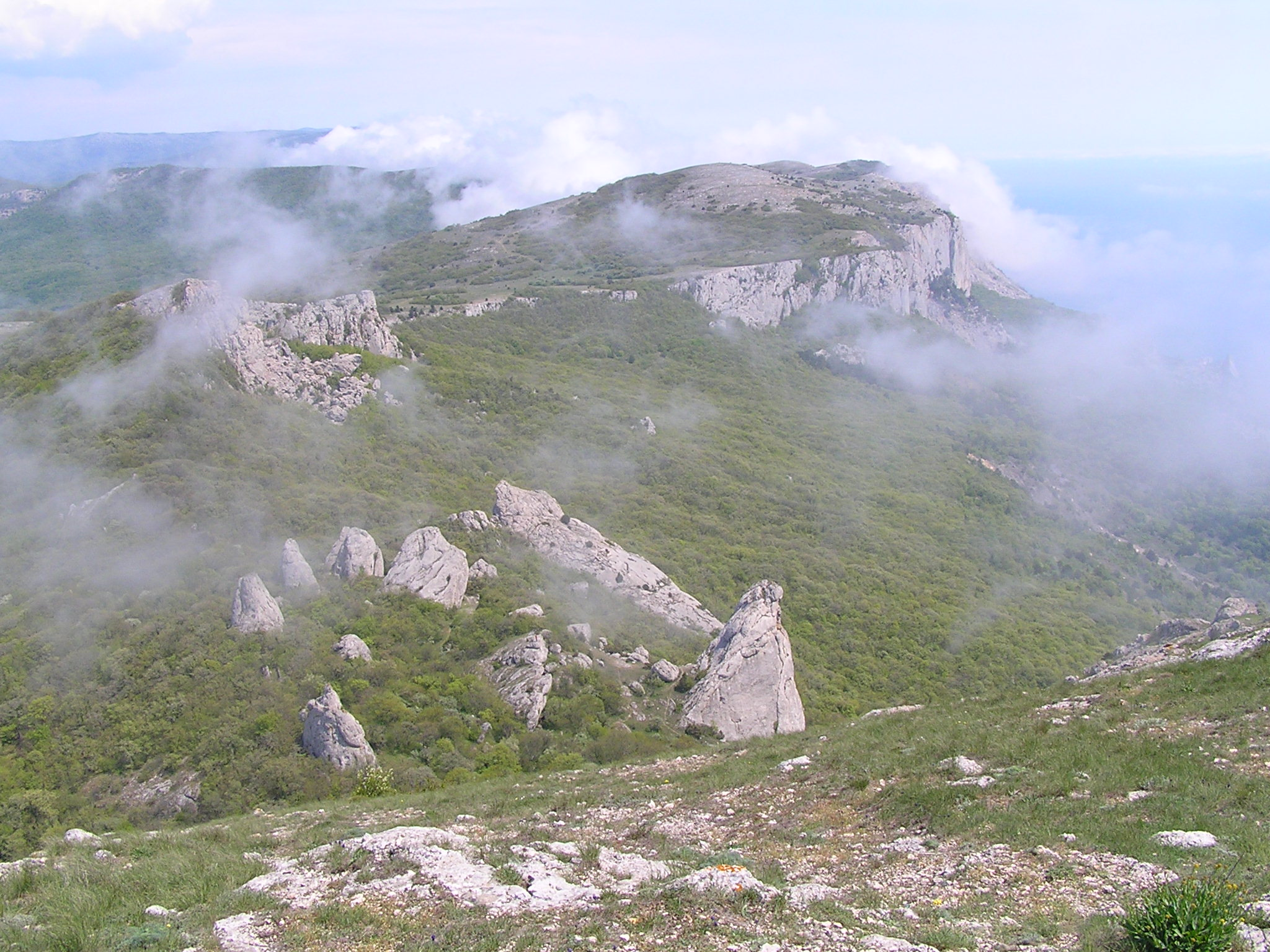
«Скалы Ласпи»

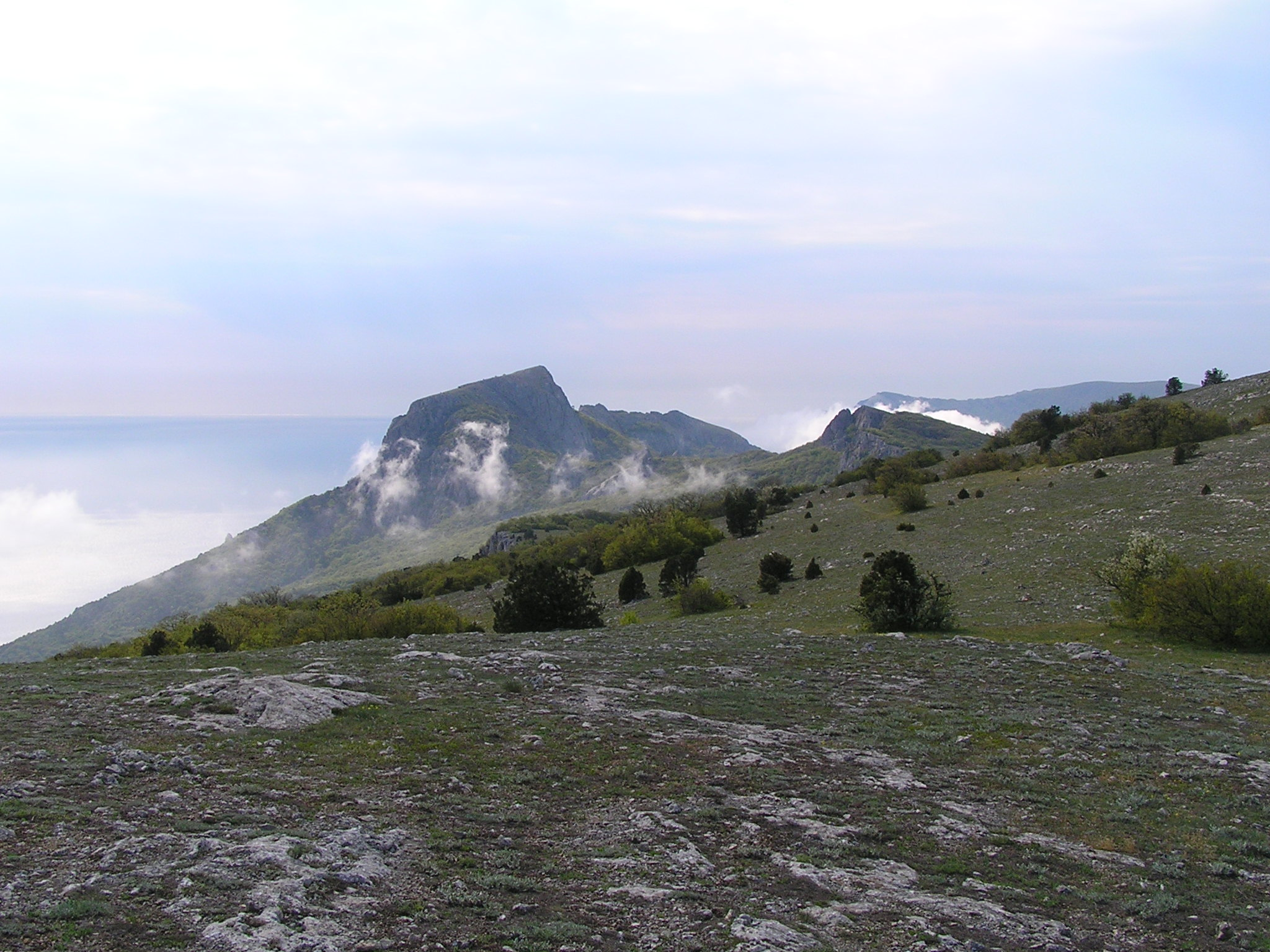
Урочище «Скалы Ласпи»

Урочище Ласпи расположено в западной части Главной гряды Крымских гор на склонах Байдарской яйлы близ вершин гор Каланых-Кая (623 м над уровнем моря) и Ильяс-Кая (682 м нум), к юго-западу от Байдарской долины и южнее поселков Тыловое (крымскотат. Hayto) и Орлиное крымскотат. Baydar). Скалы Ласпи занимают северную часть одноименного урочища, амфитеатром окружает Ласпинскую бухту. Этот район Крыма за теплый климат, ксерофитную растительность неофициально называют «Крымской Африкой». На высоте около 669 м нум размещены скалы, образованные в Юрский период мрамороподобными известняками. Центральной достопримечательностью заказника является группа из семи скал, названных «Храм Солнца», «Семь пальцев», «Чертовы пальцы».
На склонах горы растут земляничник мелкоплодный («Arbutus andrachne»), дуб пушистый («Quercus pubescens Willd.»), реликтовая сосна Станкевича («Pinus stankewiczii (Sukacz.) Fomin»), жасмин («Jasmínum»), пираканта («Pyracantha»), кизил («Cornus mas L.»), иглица («Rúscus aculeatus»), ладанник («Cistus tauricus C. Presl.»). Особенно интересными являются насаждения можжевельник высокий («Juniperus excelsa») в возрасте 300—500 лет со стволами диаметром до 0,5 метров высотой 8-12 метров. Склоны скал почти лишены грунтового покрытия, из-за чего деревья укореняются в скальных трещинах. Наиболее важным является наличие около 20 видов крымских орхидей («Orchidaceae») из известных 39 видов, произрастающих в Крыму. Особенно интересной и редкой является популяция орхидеи комперия Кампера («Comperia comperiana (Steven) Asch. et Graebn»). Всего в заповеднике насчитывалось около 500 видов растений, из которых 26 занесены в Красную книгу.
В урочище встречаются редкие краснокнижные фаунистические виды — орлан-белохвост («Haliaeetus albicilla»), подковонос малый («Rhinolophus hipposideros Bechstein, 1800»), подковонос большой («Rhinolophus ferrumequinum»), полоз леопардовый и другие.
Через урочище Ласпи проходит старое шоссе Севастополь-Ялта, на крутых склонах в 45°-75° которого находятся редкие природные насаждения 200—300 летнего земляничника мелкоплодного («Arbutus andrachne L.»), площадью около 200 гектаров. В заказнике возле Ласпинского перевала установлен памятник-барельеф в честь инженера М. Гарина-Михайловского, который рассчитывал и разрабатывал проект дороги.